# Tramoyes
Tramoyes és un municipi francès situat al departament de l'Ain i a la regió d'Alvèrnia-Roine-Alps. L'any 2007 tenia 1.625 habitants.

## Demografia

### Població
El 2007 la població de fet de Tramoyes era de 1.625 persones. Hi havia 518 famílies de les quals 60 eren unipersonals (32 homes vivint sols i 28 dones vivint soles), 146 parelles sense fills, 292 parelles amb fills i 20 famílies monoparentals amb fills.
La població ha evolucionat segons el següent gràfic:
Habitants censats

### Habitatges
El 2007 hi havia 543 habitatges, 525 eren l'habitatge principal de la família, 7 eren segones residències i 11 estaven desocupats. 494 eren cases i 49 eren apartaments. Dels 525 habitatges principals, 450 estaven ocupats pels seus propietaris, 66 estaven llogats i ocupats pels llogaters i 9 estaven cedits a títol gratuït; 2 tenien una cambra, 8 en tenien dues, 42 en tenien tres, 111 en tenien quatre i 362 en tenien cinc o més. 459 habitatges disposaven pel capbaix d'una plaça de pàrquing. A 145 habitatges hi havia un automòbil i a 367 n'hi havia dos o més.

### Piràmide de població
La piràmide de població per edats i sexe el 2009 era:
| Homes | Edats   | Dones |
| ----- | ------- | ----- |
| 0     | 95 o +  | 0     |
| 0     | 90 a 94 | 0     |
| 4     | 85 a 89 | 0     |
| 4     | 80 a 84 | 0     |
| 0     | 75 a 79 | 4     |
| 8     | 70 a 74 | 20    |
| 8     | 65 a 69 | 0     |
| 44    | 60 a 64 | 28    |
| 40    | 55 a 59 | 56    |
| 60    | 50 a 54 | 44    |
| 68    | 45 a 49 | 76    |
| 64    | 40 a 44 | 56    |
| 76    | 35 a 39 | 72    |
| 68    | 30 a 34 | 88    |
| 24    | 25 a 29 | 28    |
| 24    | 20 a 24 | 16    |
| 48    | 15 a 19 | 48    |
| 72    | 10 a 14 | 80    |
| 96    | 5 a 9   | 80    |
| 76    | 0 a 4   | 64    |

## Economia
El 2007 la població en edat de treballar era de 1.082 persones, 816 eren actives i 266 eren inactives. De les 816 persones actives 772 estaven ocupades (411 homes i 361 dones) i 44 estaven aturades (19 homes i 25 dones). De les 266 persones inactives 85 estaven jubilades, 127 estaven estudiant i 54 estaven classificades com a «altres inactius».

### Ingressos
El 2009 a Tramoyes hi havia 563 unitats fiscals que integraven 1.707,5 persones, la mediana anual d'ingressos fiscals per persona era de 24.769 €.

### Activitats econòmiques
Dels 60 establiments que hi havia el 2007, 2 eren d'empreses alimentàries, 1 d'una empresa de fabricació d'elements pel transport, 5 d'empreses de fabricació d'altres productes industrials, 12 d'empreses de construcció, 14 d'empreses de comerç i reparació d'automòbils, 3 d'empreses de transport, 2 d'empreses d'hostatgeria i restauració, 2 d'empreses d'informació i comunicació, 2 d'empreses financeres, 5 d'empreses immobiliàries, 9 d'empreses de serveis, 2 d'entitats de l'administració pública i 1 d'una empresa classificada com a «altres activitats de serveis».
Dels 16 establiments de servei als particulars que hi havia el 2009, 1 era una oficina de correu, 2 tallers de reparació d'automòbils i de material agrícola, 5 paletes, 1 lampisteria, 2 electricistes, 2 restaurants, 2 agències immobiliàries i 1 tintoreria.
Dels 2 establiments comercials que hi havia el 2009, 1 era una gran superfície de material de bricolatge i 1 una botiga de menys de 120 m².
L'any 2000 a Tramoyes hi havia 18 explotacions agrícoles que ocupaven un total de 632 hectàrees.

## Equipaments sanitaris i escolars
El 2009 hi havia una escola elemental.

## Poblacions més properes
El següent diagrama mostra les poblacions més properes.